# (473095) 2015 HJ162
(473095) 2015 HJ162 es un asteroide perteneciente al cinturón de asteroides, descubierto el 21 de noviembre de 2003 por el equipo del Spacewatch desde el Observatorio Nacional de Kitt Peak, Arizona, Estados Unidos.

## Designación y nombre
Designado provisionalmente como 2015 HJ16.

## Características orbitales
2015 HJ162 está situado a una distancia media del Sol de 2,767 ua, pudiendo alejarse hasta 3,023 ua y acercarse hasta 2,512 ua. Su excentricidad es 0,092 y la inclinación orbital 6,418 grados. Emplea 1681 días en completar una órbita alrededor del Sol.

## Características físicas
La magnitud absoluta de 2015 HJ162 es 16,5.